# Adenanthos glabrescens
Adenanthos glabrescens  es un arbusto la familia Proteaceae nativo de Australia Occidental. Fue descripto por primera vez por E.C. Nelson en 1978. Existen dos subespecies.

## Descripción
Adenanthos glabrescens es un arbusto, de unos 0,3-1,5 m de altura. Sus flores son  rosa, rojo y crema, floreciendo de marzo a noviembre.Crecen en laderas rocosas, a menudo en las dunas.